# Vladimir Jovanović
Vladimir Jovanović (in serbo Владимир Јовановић?; Mladenovac, 15 marzo 1984) è un allenatore di pallacanestro serbo.

## Carriera
Nel febbraio 2021, firmando un contratto dalla durata di due anni e sei mesi, è diventato allenatore del Cibona Zagabria colmando il vuoto lasciato dalla partenza del predecessore Ivan Velić. Il 3 febbraio debutta sulla panchina dei Vukovi guidando, ai quarti di finale di Coppa di Croazia contro il Škrljevo, la squadra verso la prima vittoria sotto la sua gestione. L'8 gennaio 2022, conseguentemente alla sconfitta del giorno prima contro il Zabok, viene sollevato dall'incarico di allenatore della squadra zagabrese.

## Palmarès
- Coppa di Bosnia ed Erzegovina: 1

Igokea: 2023